# Keita Nakamura (fotbollsspelare)
Keita Nakamura (中村 慶太 Nakamura Keita?), född 30 juni 1993 i Chiba prefektur, är en japansk fotbollsspelare.
Nakamura började sin karriär 2016 i V-Varen Nagasaki. Han spelade 91 ligamatcher för klubben. 2019 flyttade han till Shimizu S-Pulse.